# Spoorlijn Châteauroux - La Ville-Gozet
De spoorlijn Châteauroux - La Ville-Gozet was een Franse spoorlijn van Châteauroux naar Montluçon. De lijn was 102,7 km lang en heeft als lijnnummer 696 000.

## Geschiedenis
Tussen Châteauroux en La Châtre werd de lijn geopend door de Administration des chemins de fer de l'État op 8 januari 1882. Het gedeelte russen La Châtre en La Ville-Gozet werd op 21 september 1884 geopend door de Compagnie du chemin de fer de Paris à Orléans. 
Reizigersverkeer was er tot 28 september 1969. Goederenverkeer werd stapsgewijs opgeheven, tussen La Châtre en Champillet-Urciers op 26 september 1969, tussen Champillet-Urciers en La Ville-Gozet in november 1987, tussen Ardentes en La Châtre in juli 1991 en tussen Châteauroux en Ardentes in juli 1993.
Tussen 28 februari 2001 en 13 juni 2004 was er gedurende ruim 3 jaar weer goederenvervoer tussen Châteauroux en Ardentes.

## Aansluitingen
In de volgende plaatsen is of was er een aansluiting op de volgende spoorlijnen:
Châteauroux
RFN 590 000, spoorlijn tussen Les Aubrais-Orléans en Montauban-Ville-Bourbon
RFN 594 000, spoorlijn tussen Joué-lès-Tours en Châteauroux
La Châtre
RFN 698 000, spoorlijn tussen La Châtre en Guéret
Champillet - Urciers
RFN 699 000, spoorlijn tussen Champillet-Urciers en Lavaufranche
Montluçon-Ville
RFN 695 000, spoorlijn tussen Bourges en Miécaze
RFN 695 611, stamlijn station Montluçon-Eau 1